# Antigonia
Antigonia är en ruinstad i Gjirokastër i södra Albanien. Staden grundades av Pyrrhus, som namngav staden efter sin fru Antigone. Hon var dotter till kung Ptolemaios fru Berenice.